# Homininae
Homininae je potporodica Hominida, obuhvaća Homo sapiensa i izumrle srodnike, a također tu spadaju gorile i čimpanze. 